# Gran Vía de las Cortes Catalanas
La Gran Via de las Cortes Catalanas (en catalán: Gran Vía de les Corts Catalanes) es una de las vías más importantes de la ciudad de Barcelona, que la cruza longitudinalmente con un recorrido de más de 13 km. Es la calle más larga en portales de España (la más larga en distancia es la Gran Vía de La Manga, Murcia, con 19 km). La numeración de las fincas va desde 21 hasta 1198.
Denominada popularmente Gran Vía, arranca del límite con Hospitalet de Llobregat, cerca de la plaza de Ildefonso Cerdá, y acaba al otro extremo de Barcelona, en el límite con San Adrián de Besós.
En su recorrido atraviesa:
- Plaza de España
- Plaza de la Universidad
- Plaza de Tetuán
- Plaza de las Glorias Catalanas

El tramo que sigue al norte hacia San Adrián de Besós coincide con el primer tramo de la autopista del Maresme, y por él circulan las vías de la línea T5 del Trambesòs. La línea 1 del metro discurre por su subsuelo entre las estaciones de España y Universitat y la línea 2 entre la anterior y el cruce con Marina.
En el tramo entre la plaza de las Glorias y la calle de Bilbao, discurre soterrada bajo la Gran Vía la carretera autonómica C-31.

## Desarrollo

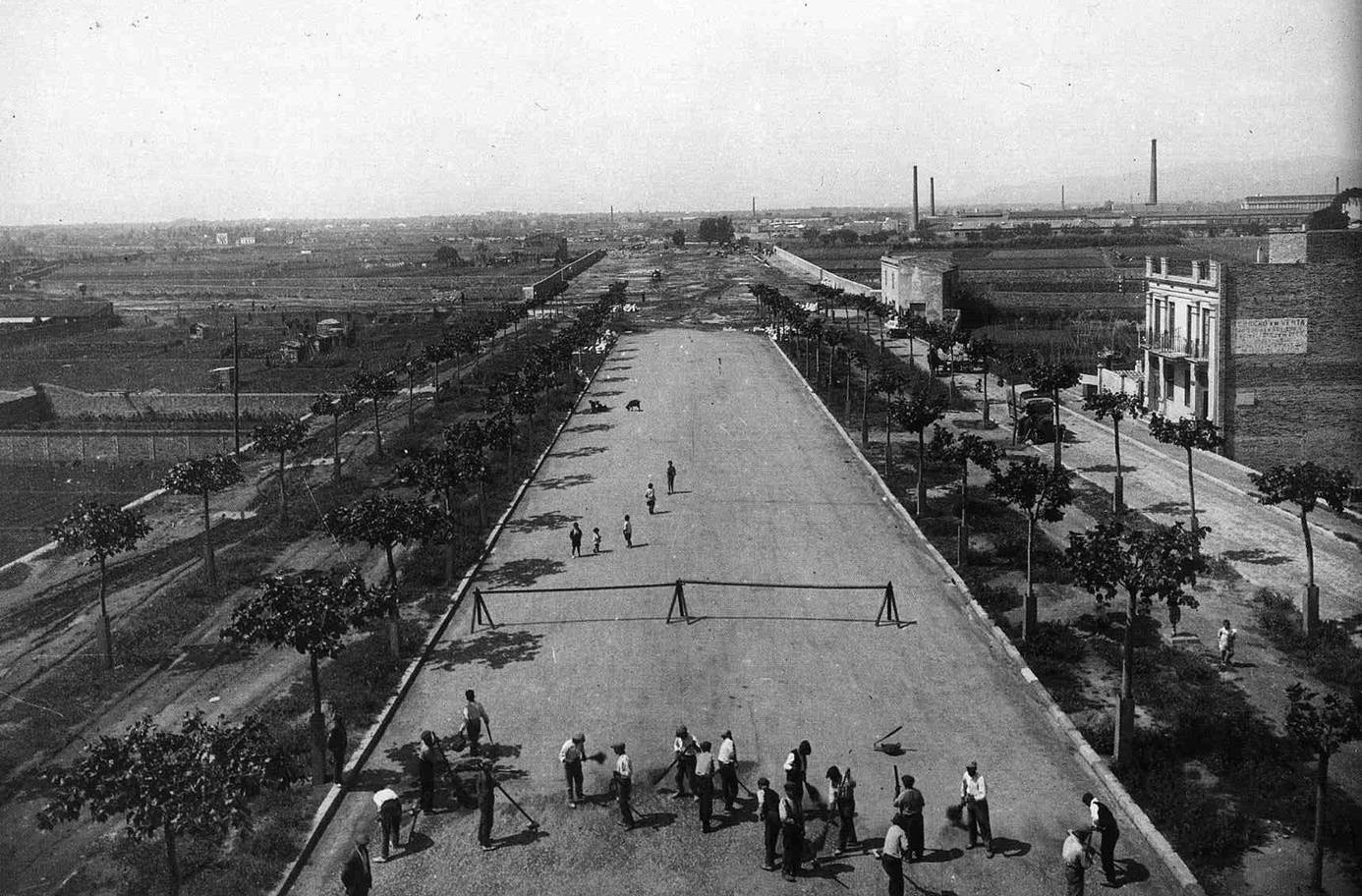
Urbanización de la Gran Vía (1928)

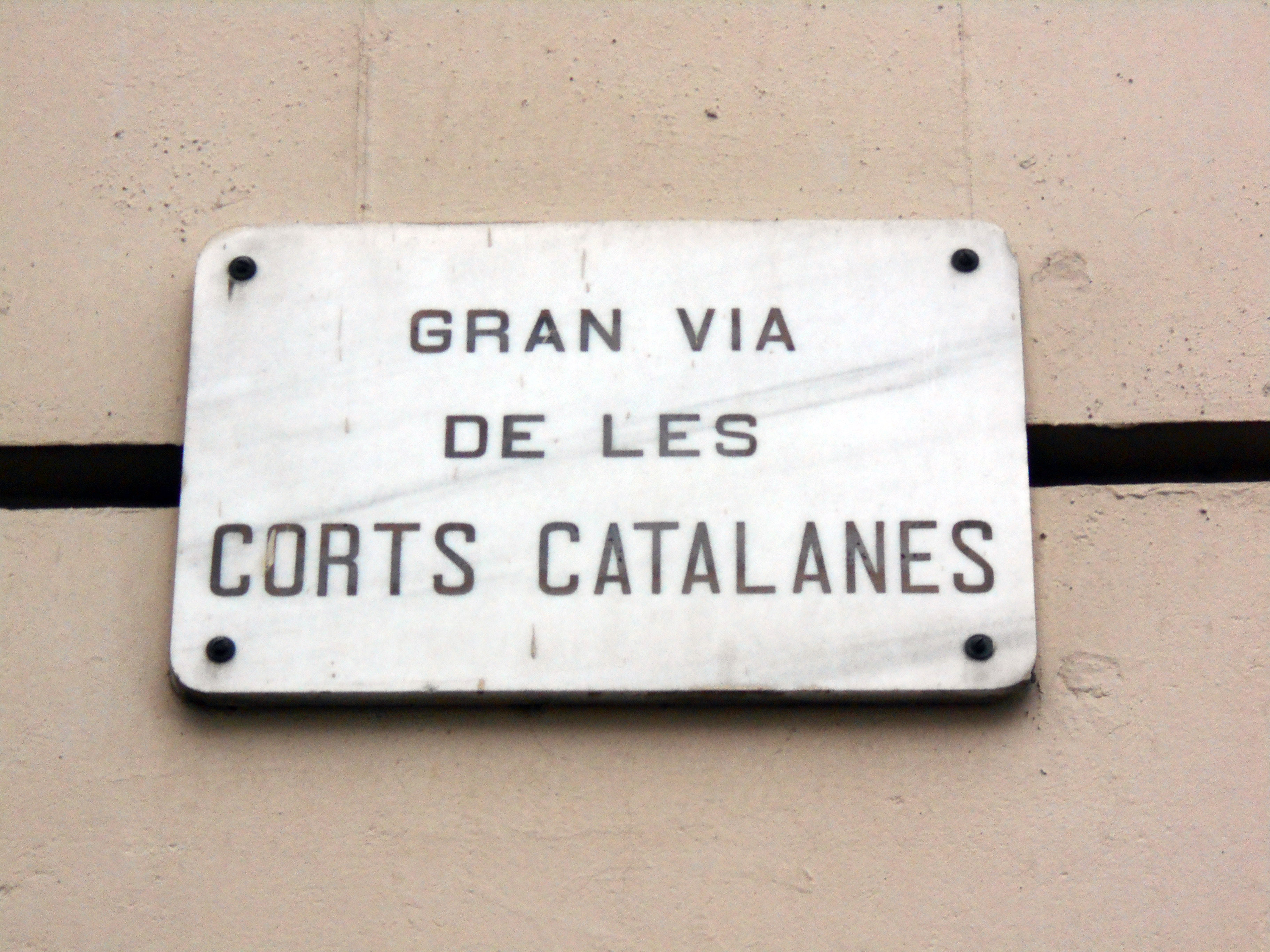
Placa de la vía.

En el Plan Cerdá se llamó a esta vía Letra N, Número 11. En 1900 este nombre fue sustituido por calle de las Cortes, que permaneció hasta el 1931, año en que pasa a denominarse avenida de las Cortes Catalanas. Durante la dictadura de Franco (1939-1975) fue oficialmente denominada avenida de José Antonio Primo de Rivera. Tras la dictadura pasó a llamarse Gran Vía de las Cortes Catalanas.
En el tramo que va entre la calle Balmes y la rambla de Cataluña cayeron varias bombas lanzadas por la aviación italiana en 1938 durante la Guerra Civil (1936-1939). En 2001 se levantó un monumento conmemorativo que se puede ver justo delante del cine Coliseum.
En 2007 se inauguró la reforma integral de la Gran Vía a su paso por el distrito de San Martín, entre el término municipal de San Adrián de Besós y la plaza de las Glorias. Una costosa obra en la que se realizó la semicobertura de la autopista a su paso por este distrito, disminuyendo considerablemente la contaminación acústica que sufría. Se revisaron además los usos de las nuevas zonas en superficie, enlazando calles en sentido mar-montaña que quedaban anteriormente cortadas por la autopista, incluyendo nuevas zonas verdes y permitiendo el paso de la nueva línea de tranvía subterráneo.
A partir de 2014 se eliminó el anillo elevado situado a su paso por la plaza de les Glorias y actualmente se están realizando las obras para soterrar la Gran Vía en dicho punto con un túnel que facilitará la fluidez del tráfico.